# Daniel Papebroch
Daniel Papebroch, též Papenbroeck, Papebroc, (17. března 1628 – 28. června 1714) byl belgický jezuitský historik, tvůrce hagiografií.
Jakožto jeden z bollandistů, tedy jezuitů organizovaných okolo Jeana Bollanda, se zaměřoval na kritiku pramenů. V roce 1675 v druhém dílu hagiografické edice Acta sanctorum publikoval hyperkritickou stať Propylaenum antiquarium circa veri ac falsi discrimen in vetustis memmbranis, v které zpochybnil pravost nejstarších listin benediktinského kláštera Saint-Denis. V reakci na toto zpochybnění vydal benediktin Jean Mabillon dílo De re diplomatica libri sex (1681), v kterém naopak s největší pravděpodobností prokázal pravost těchto listin. Tento spor vešel do dějin jako bella diplomatica litteraria a dal vzniknout moderní diplomatice.